# Ана Костовска
Ана Костовска (Скопље, 4. март 1963) је македонска и српска филмска, телевизијска, позоришна и гласовна глумица и певачица.

## Биографија
Ана Костовска рођена је 4. марта 1963. године у Скопљу. Каријеру почела је 1984. као водећи вокал групе Бастион, у којој су били и Кирил Џајковски и Љубомир Стојсављевић. Снимили су неколико песама на македонском за музичку производњу РТВ Скопља пре него што су 1984. године објавили свој први албум са насловом на српском језику за ПГП РТБ. Ана је свој фестивалски деби имала на Југословенским данима поп музике - Опатија 1986, музичком фестивалу који је организовала Унија југословенских радио-телевизијских станица - ЈРТ. Певала је соло песму "Емил, врати се" (касније приписану Бастиону) и "О, какав ден" заједно са Калиопи и Александром Најдовским. Бастион је званично престао да постоји 1987. године. Ана је наставила да пева, бавећи се и својом главном професијом - глумом. Пева рок, џез, поп-рок и етно музику. Поред рада у групи Бастион, сарађивала је и са Кирилом Џајковским, Милчем Манчевским, Влатком Стефановским, Драгишом Солдатовићем и другима.
Редовно је наступала на музичким фестивалима, а 1987. и 1989. се такмичила и на Југовизији. Године 1987. освојила је пето место са песмом „Анушка”, док се 1989. са песмом „Уместо да се љубимо” нашла на једанаестом.
Глуму је дипломирала на Факултету драмских уметности у Скопљу, у класи професора Владимира Милчина. Након дипломирања, постаје члан "К. П. Г. Т." групе, чији је руководилац био режисер Љубиша Ристић. У Београд се сели 1995, а у Скопље се враћа 2001. године. Од 2007. године ради у Драмском театру Скопље. Током 1980-их и 1990-их била је члан ансамбла Народног позоришта у Суботици. Бавила се и синхронизацијом анимираних серија и филмова на српски и македонски језик у студију Кларион, а синхронизацијом на српски језик бавила се и у студију Ливада Београд.

## Филмографија
| Год. | Назив                              | Улога             |
| ---- | ---------------------------------- | ----------------- |
| 1983 | Виновик                            |                   |
| 1985 | Бушава азбука                      |                   |
| 1987 | Звездите на 42-та                  |                   |
| 1988 | Тартиф                             |                   |
| 1997 | Танго је тужна мисао која се плеше |                   |
| 2004 | Големата вода                      | медицинска сестра |
| 2005 | Бал-Кан-Кан                        | Серафимова жена   |
| 2005 | Контакт                            | музички терапеут  |
| 2007 | Ја сум од Титов велес              | Славица           |
| 2007 | Сенки                              | Радмила           |
| 2009 | Беса                               | Учитељица         |
| 2014 | Атомски здесна                     | Олга              |
| 2014 | До балчак                          | Стамена           |
| 2016 | Ослобођење Скопља                  | жена са јајима    |
| 2017 |                                    | касирка           |
| 2017 | Ципеле                             | Милка             |

## Важније улоге у позоришту
- Оговарање, режија: Љубиша Ристић, Будва - град театар, 2007
- Конзулска времена, Иво Андрић, р. Љубиша Ристић, Звездара театар, 2008
- Тит Андроник као Лавинија, Шекспир, режија: Д. Јовановић
- као Ен Хатавеј, режија: К. Челан
- Ричард трећи као Лавинија, Шекспир, режија: Љубиша Ристић
- Краљ Лир као Регана, Шекспир, режија: Љубиша Ристић
- Сон на летната ноћ као Херминија, режија: Љубиша Ристић
- Галеб као Аркадина, А. П. Чехов, режија: Југ Радивојевић
- Хамлет коментари као Гертруда, Шекспир, режија: Ф. Гајић
- Антонио и Клеопатра као Клеопатра, Шекспир, режија: Ф. Гајић
- Краљ Иби као Мама Иби, Алфред Жари, режија: Харис Пашовић
- Госпођица Јулија као Јулија, од Избен, режија: Сашо Миленковски
- Домот на Бернарда Алба као Понсија, Ф. Г. Лорка, режија: Горчин Стојановић
- Ана – една приказна као Ана, режија: Звездана Ангеловска
- Електра као Електра, Софокле, режија: Елени Боса
- Животинска фарма, Орвел, режија: Владимир Милчин
- Рамна земја, Македонско народно позориште
- Непушач, режија: Б. Брезовац
- Анита Бербер, режија: Н. Кокотовић
- , режија: Љубиша Ристић и Раде Шербеџија
- Антигона
- Тартиф, Молијер, режија: Љубиша Ристић
- Дон Жуан, Молијер, режија: Љубиша Ристић
- Миса во А-мол, Данило Киш, режија: Љубиша Ристић
- Кузман Капидан, Глигор Прличев, режија: Сашо Миленковски
- Тапани во ноћта, Б. Брехт, режија: Саша Габрић
- Купдона, режија: Срђан Јанићиевић
- Зенит, режија: Драган Живадинов
- Сараевски приказни, режија: Ф. Гајић

## Улоге у српским синхронизацијама
| Година | Назив                                                | Улога                   |
| ------ | ---------------------------------------------------- | ----------------------- |
| 2008   | Барби: Принцеза и просјакиња (Кларион)               | Ерика                   |
| 2008   | Барби у божићној причи (Кларион)                     | Тетка Мари, Нен         |
| 2008   | Дугина чаролија: Повратак на острво чаробних капљица | Сафрон, Хедер, Изи      |
| 2008   | Морске принцезе                                      | Госпођица Марла, Сораја |
| 2009   | Барби и три мускетара (Кларион)                      | Рене                    |
| 2010   | Барби у причи о сирени (Кларион)                     | Хедли, Диан             |
| 2017   | Лепотица и звер                                      | Клотилда                |

## Фестивали
Југословенски избор за Евросонг:
- Анушка, Београд '87

Макфест, Штип:
- Коњи брзајте, '89
- Мојата песна, '90

Интерфест, Битола:
- Дај ми, само една звезда, '94